# Georges Mouyémé
Georges Mouyémé-Elong (Douala, 1971. április 15. –) kameruni válogatott labdarúgó.

## Pályafutása

### Klubcsapatban
1990 és 1996 között Franciaországban játszott a Saint-Lô, a Troyes és az Angers csapatában. Az 1997–98-as szezonban a német FC Homburg játékosa volt. 1999 és 2001 között az Eintracht Trier együttesében szerepelt. 2001-ben kis ideig Kínában játszott a Senjang Gindében. A 2002–03-as szezonban a görög AO Haniá, a 2003–04-es idényben a francia Paris FC csapatát erősítette. 

### A válogatottban
1991 és 1996 között 7 alkalommal szerepelt a kameruni válogatottban és 3 gólt szerzett. Részt vett az 1993-as ifjúsági világbajnokságon és az 1994-es világbajnokságon, ahol a Svédország elleni csoportmérkőzésen csereként lépett pályára.